# 中傷者 (クルアーン)
中傷者（アル・フマザ、アラビア語: سورة الهمزة）とは、クルアーンにおける第104番目の章（スーラ）。9つの節（アーヤ）から成る。9つの節の末尾は全て女性形の語尾 (ah)で統一されており、これらが子音や母音の変化を伴いながら韻を形成している。
テオドール・ネルデケら多くの研究者がマッカ初期の啓示としている。井筒俊彦は、第1節から第3節までと第4節以降は描写手法に差があるため、編集者が異なる時期の啓示を同じ章に並べたものであるとしている。

## 内容
本章は蓄財や中傷を行う者に対する警告を主題としている。第4節は日本ムスリム協会訳では「業火の中に投げ込まれる」と訳されているが、ここで業火と訳されているحطمة （Al-Hutamah、フタマ）は投じられた物を何もかも粉々に粉砕する地獄の一種を指す言葉であり、井筒訳コーランでは「砕し釜（つぶしがま）」と訳されている。元は破滅や崩壊を示す語である「フタマ」という語に対して、第6節で「それはアッラーフの火」という語句の本来の用法から外れた説明がされていることから、リチャード・ベルは第6節のフタマに対する説明は後付けされたものであるとしている。第4節以降の描写は初期の啓示に典型的であるシャーマニズム的なお告げの形態を取っている。